# Nörd-Lövberget
Nörd-Lövberget är ett naturreservat i Malå kommun i Västerbottens län.
Området är naturskyddat sedan 2008 och är 22 hektar stort. Reservatet ligger på ostsluttningen till berget med detta namn och består av grannaturskog.